# Karl Albrecht (przedsiębiorca)

Logotyp Aldi Süd z 2017 roku

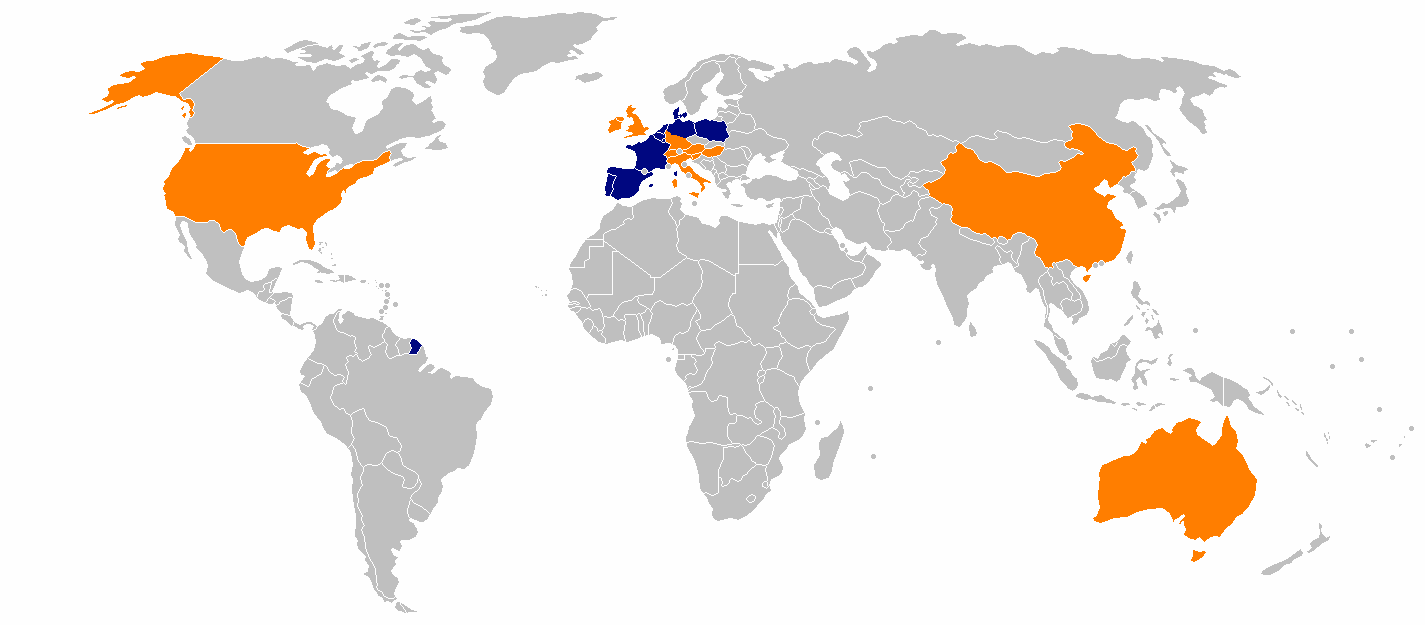
Mapa inwestycji Aldi Süd należącej do Karla Albrechta (na żółto)

Karl Hans Albrecht (ur. 20 lutego 1920 w Essen, zm. 16 lipca 2014 tamże) – niemiecki przedsiębiorca, wraz z młodszym bratem Theo Albrechtem są założycielami sieci dyskontów ALDI. Zaliczany do najzamożniejszych Niemców.

## Życiorys
Urodził się w Essen w 1920 roku. Jego ojciec, również Karl, był górnikiem, zmarł na przewlekłą obturacyjną chorobę płuc. Karl junior początkowo również pracował w górnictwie. Następnie wraz z bratem w latach 30. XX wieku rozwoził na drewnianym wózku pieczywo. W związku z ciężką sytuacją bytową matka otworzyła niewielki sklep w Schonnebeck, dzielnicy Essen. Brat Karla, Theo uczył się jako czeladnik w sklepie matki podczas gdy Karl pracował w delikatesach.
Po wojnie bracia przejęli sklep matki. W 1961 roku doszło do rozdzielenia działalności na Aldi Nord – firmę kierowaną przez Theo Albrechta i Aldi Süd – kierowaną przez Karla.
O ile jego brat Theo po rozdzieleniu firmy skupił się na inwestowaniu w Europie, Karl zdecydował się na ekspansję na inne kontynenty. Szczególnie zyskowne okazały się inwestycje w Stanach Zjednoczonych, gdzie ALDI Süd ma obecnie 1800 dyskontów w 35 stanach.
Pod koniec życia Karl Albrecht był najbogatszym Niemcem w rankingu Forbesa. W 2012 roku „Manager Magazin” szacował jego majątek na 17,2 mld euro. Drugą pozycję w tym samym rankingu zajęli synowie zmarłego cztery lata wcześniej brata Albrechta z majątkiem wartym 16 mld euro.

## Życie prywatne
Podczas II wojny światowej służył w Wehrmachcie.
Był żonaty i miał dwoje dzieci. Podobnie jak brat mieszkał do końca życia w Essen. Był fanem golfa, posiadał także prywatne pole golfowe zbudowane w 1976 pod miejscowością Donaueschingen.